# 鈴田照次
鈴田　照次（すずた てるじ、1916年10月27日 - 1981年9月8日）は、日本の染織家。鍋島更紗を、「鍋島更紗秘伝書」と「見本帖」をもとに復元に着手し、「木版摺更紗」を完成させた。人間国宝であり、染織家である鈴田滋人の父。

## 略歴
- 1916年：佐賀県杵島郡白石町生まれ
- 1934年：佐賀県立鹿島中学校卒業[2]
- 1935年：東京高等工芸学校（現：千葉大学工学部）工芸図案科入学。講師の鹿島英二より蝋染の技法を学ぶ。
- 1936年：沖縄に渡航して紅型に魅せられる。
- 1938年：東京高等工芸学校卒業。応召。
- 1944年：傷病除隊、帰郷する。
- 1945年：郷土玩具「能古見人形」の創作を始める。
- 1950年：稲垣稔次郎に型絵染を学ぶ[2]。
- 1958年：個展（東京・日本橋高島屋美術部）[2]。
- 1959年：鍋島更紗秘伝書と見本帖を見て、その解明と復元を期す事を開始[2]
- 1962年：日本工芸会正会員[2]
- 1964年：日本工芸会理事。インドネシア、セイロン、インドを調査研究旅行[2]。
- 1972年：鍋島更紗の技法に基づく木版摺更紗を発表[2]
- 1981年：没（享年64）

## 受賞
- 1962年：日本工芸会会長賞受賞。
- 1977年：芸術選奨文部大臣賞受賞。
- 1978年：紫綬褒章受章。

## 著書
- 染織の旅（芸艸堂、1969年）
- 型と版染・鈴田照次作品集（芸艸堂、1980年）
- 染織の旅―源流を訪ねて（芸艸堂、1972年）